# Comté de Mayo
Pour les articles homonymes, voir Mayo.
 (février 2020).
Le comté de Mayo (en anglais : County Mayo, /ˈmeɪ.oʊ/ ; en irlandais : Contae Mhaigh Eo, signifiant « plaine des ifs ») est un comté situé sur la côte ouest de l'Irlande dans la province du Connacht, à la frontière des comtés de Sligo, Galway et Roscommon.

## Climat
Dépressions, grains et tempêtes traversent l'Atlantique nord et heurtent la côte occidentale de l'Irlande, première terre d'Europe exposée aux vents d'ouest. Dans le comté de Mayo, le climat fait la loi. Pas un jour ou presque où la région n'essuie une perturbation océanique, caractérisée par l'arrivée d'un front chaud déversant une pluie fine sous un ciel bas. Un front froid lui succède, accompagné d'averses, avant le retour du beau temps, etc. Les Irlandais parlent « d'une larme et d'un sourire », pour évoquer leur climat : des hivers doux et des étés humides.

## Comtés limitrophes
| océan Atlantique | océan Atlantique | Sligo     |
| océan Atlantique | comté de Mayo    | Roscommon |
| Galway           | Galway           | Galway    |

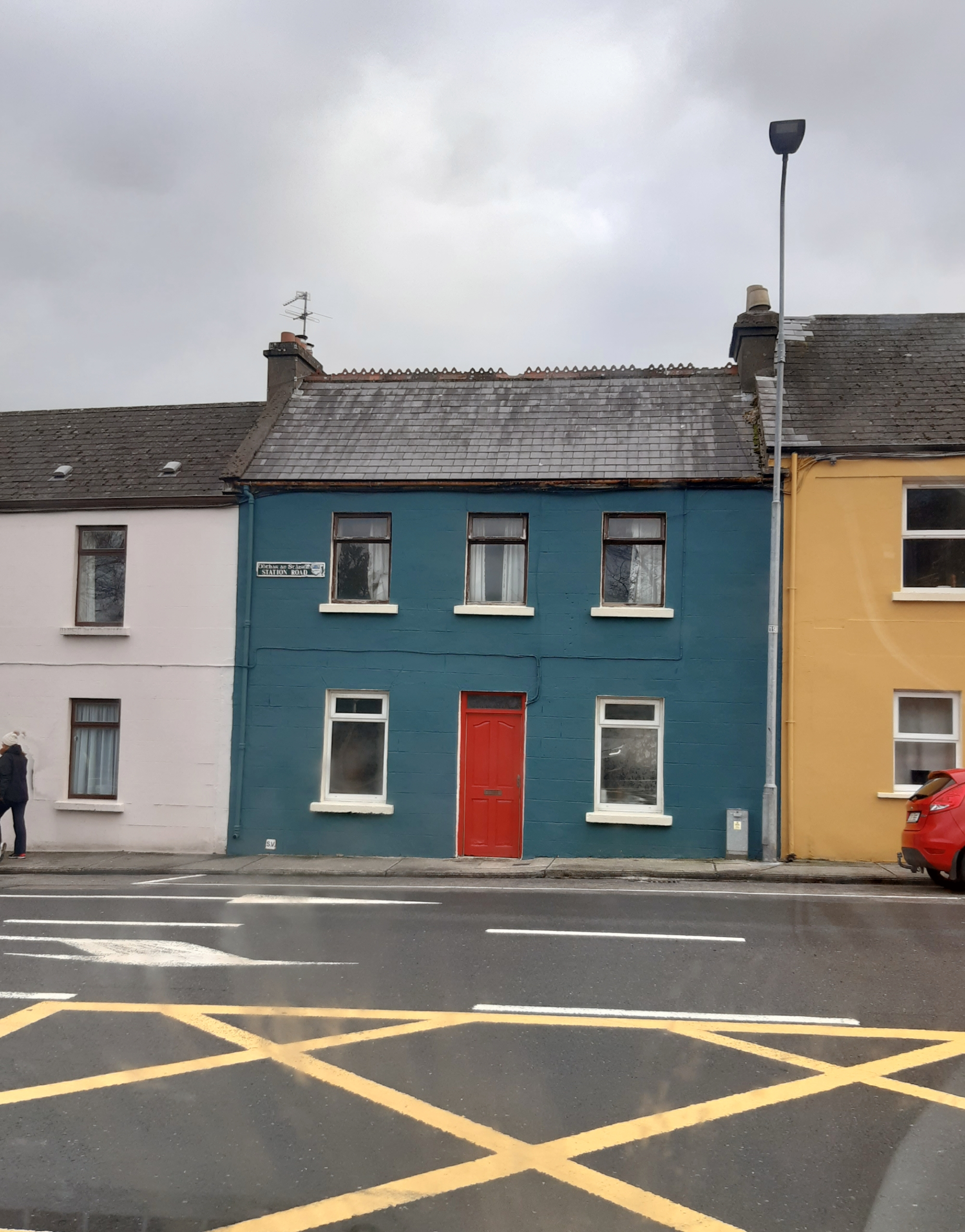
Maisons à Ballina.
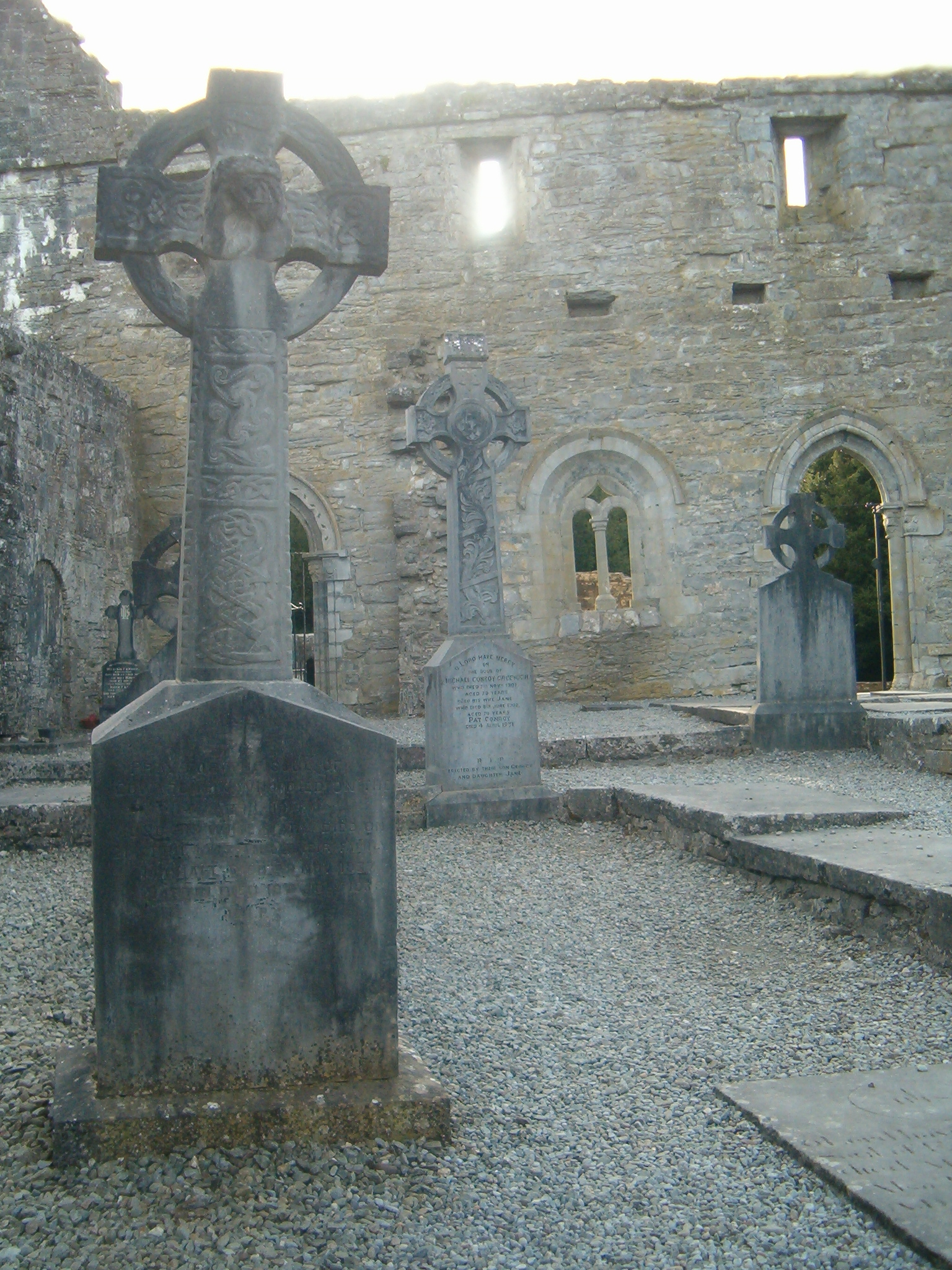
Abbaye de Cong.

## Villes
- Achill Sound, Aughagower, Aughleam
- Balla, Ballina, Ballindine, Ballinrobe, Ballintubber, Ballycastle, Ballyhaunis, Bangor Erris, Bekan, Bellavary, Belderrig, Belmullet
- Carracastle, Carrowteige, Castlebar, Castlehill, Charlestown, Claremorris, Cong, Cregganbaun, Cross, Crossmolina
- Foxford
- Hollymount
- Keel, Kilkelly, Killala, Kilmaine, Kilmovee, Kiltimagh, Knock
- Lecanvey, Louisburgh
- Mayo Abbey, Mulranny, Murrisk
- Neale, Newport
- Partry, Pontoon
- Ross Port
- Shrule, Strade, Swinford
- Toormakeady
- Westport